# جيروم إل. جونسون
جيروم إل. جونسون (بالإنجليزية: Jerome L. Johnson)‏ هو ضابط أمريكي، ولد في 21 سبتمبر 1935.